# Yasin Pehlivan
Yasin Pehlivan (Viena, 5 de janeiro de 1989) é um jogador de futebol austríaco de ascendência turca. Joga no Sakaryaspor.